# Ruger Blackhawk
O Ruger Blackhawk é um revólver com capacidade de seis tiros de ação simples fabricado pela Sturm, Ruger & Co. Ele é produzido em vários acabamentos, calibres e comprimentos de cano.

## Histórico
No início da década de 1950, os filmes de faroeste eram muito populares. A Colt, havia descontinuado o icônico modelo "Single Action Army" antes da Segunda Guerra Mundial, e poucos revólveres de ação simples estavam disponíveis para atender a demanda por revólveres do estilo "velho oeste". Em 1953, a nova empresa Sturm, Ruger & Company lançou o Single-Six, um revólver de ação simples para o cartucho de fogo circular .22 LR. O Single-Six provou ser um sucesso de vendas, levando a Ruger a desenvolver um revolver para cartuchos de fogo central, similar ao Single Action Army: o Ruger Blackhawk, em 1955.
Os modelos inicias do Blackhawk, operavam da mesma maneira que o Colt, onde o cão era puxado até a metade para carregar e descarregar, fazendo com que esse modelo não fosse seguro para ser portado com as seis câmaras carregadas, pois o cão repousava sobre uma das câmaras. Em 1973, para eliminar essa deficiência, a Ruger lançou o " New Model Blackhawk", que não requeria que o cão fosse puxado até a metade para carregar e descarregar, passando a usar um mecanismo de segurança chamado "barra de transferência". Com ele, o cão não atingia diretamente o cartucho na câmara, e a barra de transferência só era posicionada quando o gatilho era acionado.
Era sabido que o Super Blackhawk podia operar com cargas muito superiores às fornecidas pelos fabricantes tradicionais do .44 Magnum, que variavam entre 800 ft-lbs e 1200 ft-lbs. A Buffalo Bore Ammunition produziu um cartucho .44 Magnum com mais de 1500 ft-lbs de energia na saída do cano.
Esses fatos tornaram o Ruger Super Blackhawk o preferido para caça de animais de grande porte, como ursos e búfalos. A grande disponibilidade de estojos e projéteis no calibre .44 Magnum, o tornou mais prático que o .454 Casull ou o .480 Ruger, permitindo características balísticas similares em cargas customizadas.
O Ruger Super Blackhawk em .44 Magnum é uma das mais precisas pistolas de cano grande para tito ao alvo, resultando geralmente em grupos de cinco muito bem distribuídos, quando disparados de um descanso a 22,8 m (25 jardas). É comum um trabalho de customização nesses revólveres para tornar o gatilho mais leve e áspero para aumentar ainda mais a precisão.

## Variantes
Ao longo dos anos, o Blackhawk foi apresentado em algumas variantes, incluindo:
- New Model Blackhawk
- New Model Blackhawk Convertible
- New Model Super Blackhawk
- Vaquero e New Vaquero
- Bisley
- Old Army

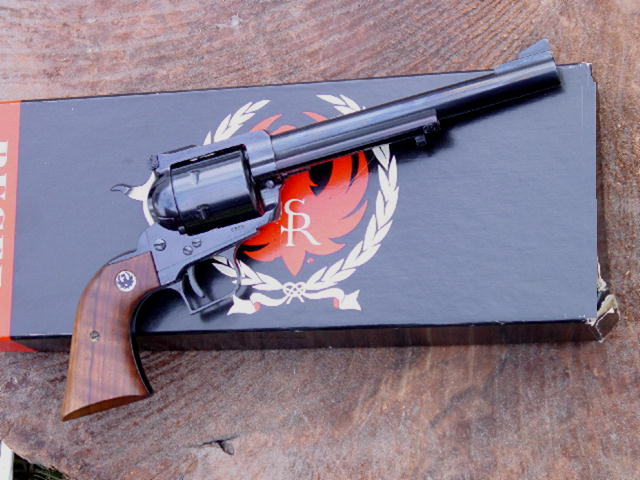
Um Ruger Old Model Super Blackhawk.
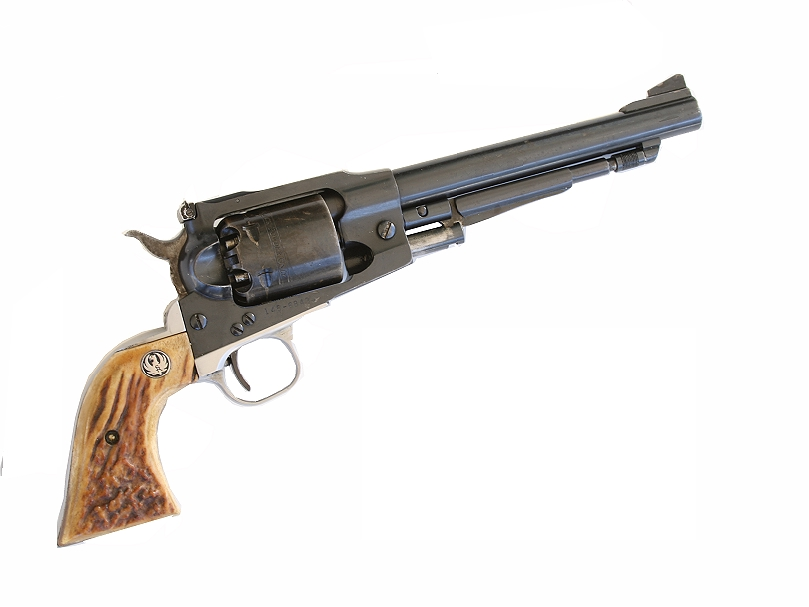
Ruger Old Army é um revólver a percussão calibre .45 baseado no Ruger Blackhawk.
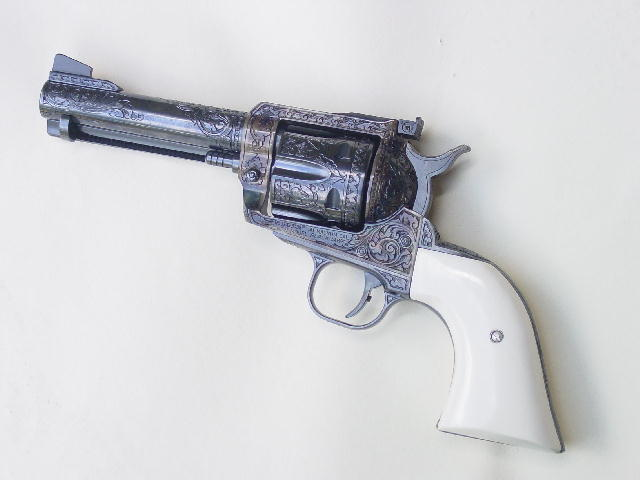
O Blackhawk serve de base para inúmeras customizações, essa foi feita pelos membros da American Pistolsmith's Guild.
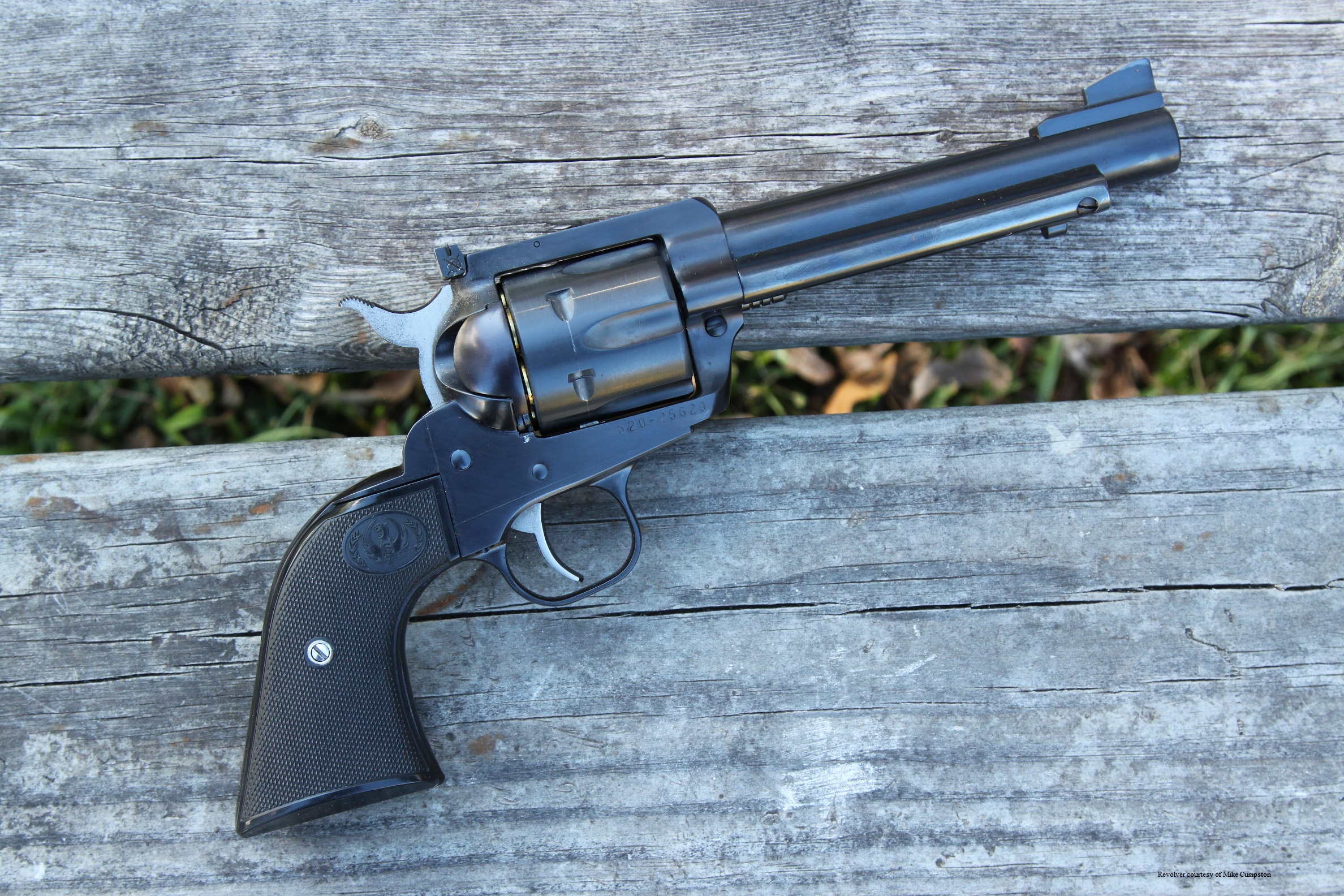
Variante do Ruger Blackhawk todo em aço com detalhes "retrô". Esse da foto, no calibre .44 Special.
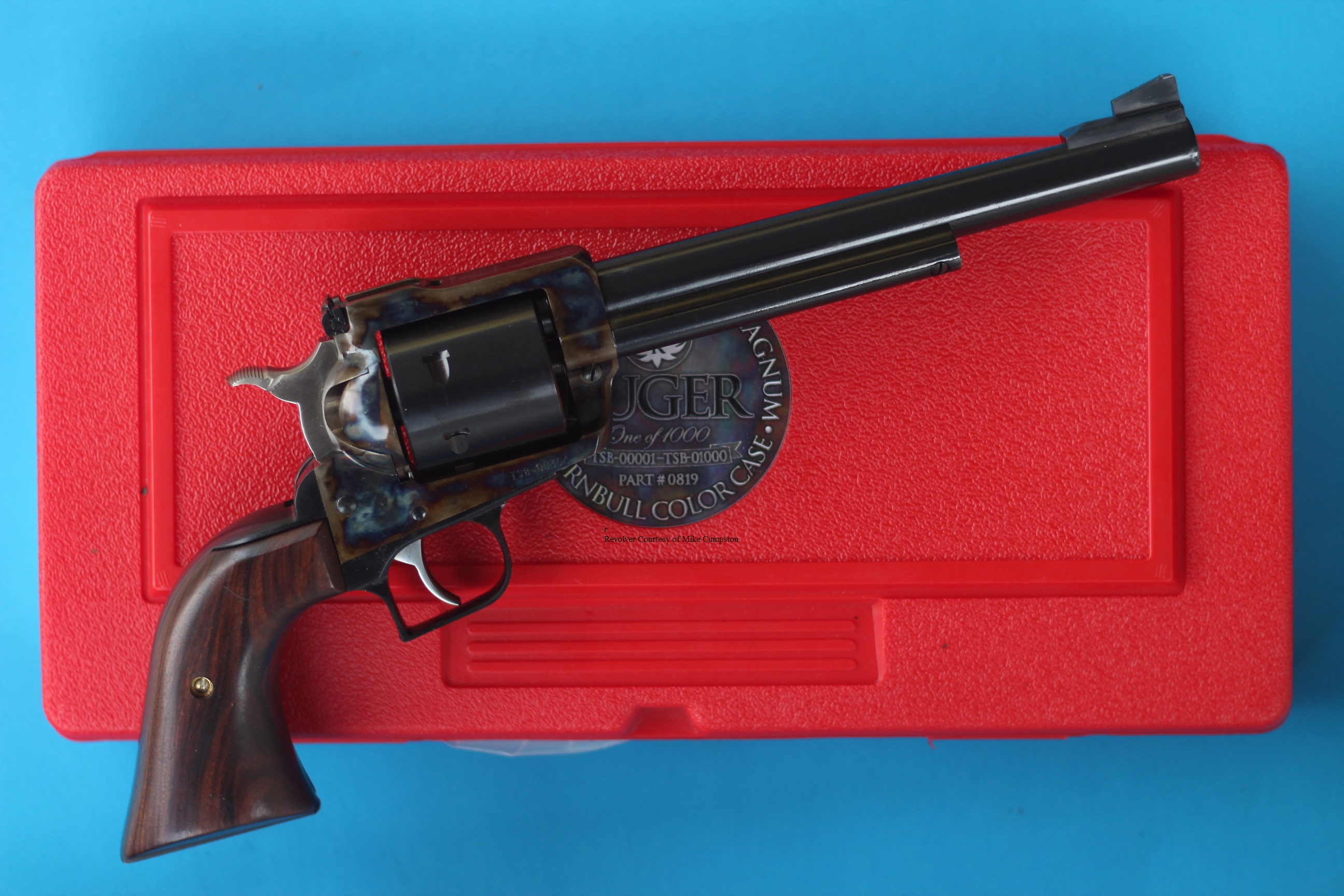
Uma edição limitada (1.000 unidades) da distirbuidora TALO, com corpo reforçado e embalagem especial.

### Calibres
- .30 Carbine
- .32 H&R Magnum/.32-20 Winchester Convertible (Single distributor—discontinued)
- .327 Federal Magnum
- 9×19mm Parabellum/.357 Magnum Convertible
- .357 Magnum
- .357 Remington Maximum (Discontinued)
- 10mm Auto/.38-40 Winchester Convertible (Single distributor—discontinued)
- .41 Magnum
- .44 Special
- .44 Magnum (Super Blackhawk only)
- .44-40 Winchester
- .44 Magnum/.44-40 Winchester Convertible (Single distributor—discontinued)
- .45 ACP/.45 Colt Convertible
- .45 Colt
- .454 Casull (Super Blackhawk Distributor Exclusive)
- .480 Ruger  (Super Blackhawk Distributor Exclusive)

### Acabamentos
- Aço azulado
- Aço inoxidável